# Kompetenzbasierte Hochschullehre
Kompetenzbasierte Hochschullehre oder kompetenzorientierte Hochschullehre ist ein Rahmenwerk für Curricula und Lernbewertung. Es wird auch als eine Art von Bildung beschrieben, die auf vorbestimmten "Kompetenzen" basiert und sich auf Ergebnisse und reale Leistungen konzentriert. Kompetenzbasierte Lehre wird manchmal als Alternative zu reiner Benotung von Kenntnissen vorgestellt.

## Konzept
Im Rahmen der kompetenzbasierten Bildung demonstrieren die Studierenden ihr erlerntes Wissen und ihre Fähigkeiten, um bestimmte vorbestimmte "Kompetenzen" zu erreichen. Der Kompetenzsatz für einen bestimmten Kurs oder an einer bestimmten Bildungseinrichtung wird manchmal als Kompetenzraster bezeichnet. Die Studierenden werden in der Regel in verschiedenen Kompetenzen zu verschiedenen Zeitpunkten während eines Kurses bewertet und haben in der Regel die Möglichkeit, eine bestimmte Kompetenz mehrmals zu versuchen und kontinuierliches Feedback von den Lehrenden zu erhalten.
Zu den Schlüsselkonzepten, die das Rahmenwerk der kompetenzbasierten Bildung ausmachen, gehören die nachgewiesene Beherrschung einer Kompetenz, sinnvolle Bewertungsarten, individuelle Unterstützung für Schüler und die Erstellung und Anwendung von Wissen.

## Geschichte
In den Vereinigten Staaten wurde kompetenzbasierte Lehre ("Competency-based instruction") als spezielle Form des beherrschungsbasierten Lernens ("Mastery Learning") durch das US Office of Education erstmals in den 1960er Jahren gefördert; der Fokus auf kompetenzorientierte Bildung im Rahmen weit greifender Bildungsreformen wurde dabei häufig als Reaktion auf den Sputnikschock angesehen. Kompetenzorientierung wurde an europäischen Hochschulen und Universitäten besonders durch den Bologna-Prozess vorangetrieben.

## Methodik
In einem kompetenzbasierten Lernmodell muss der Lehrende spezifische Lernergebnisse in Bezug auf Verhalten und Leistung festlegen, einschließlich des entsprechenden Kriteriums, das zur Bewertung des Erreichens verwendet wird. Erfahrungsbasiertes Lernen ist ebenfalls ein grundlegendes Konzept; kompetenzbasiertes Lernen ist lernerzentriert und oft lernergeleitet.
Die Methodik des kompetenzbasierten Lernens erkennt an, dass Lehrende einige individuelle Fähigkeiten oder Kompetenzen schwieriger finden als andere. Aus diesem Grund ermöglicht der Lernprozess in der Regel, dass verschiedene Studierende in einem Kurs unterschiedliche Geschwindigkeiten haben. Darüber hinaus verwenden viele traditionelle Lernmethoden summative Tests, während sich das kompetenzbasierte Lernen auf die Beherrschung individueller Lernergebnisse durch die Studierenden konzentriert. Studierende und Lehrende können die Unterrichtsstrategien dynamisch überarbeiten und basierend auf der Leistung der Schüler in bestimmten Kompetenzen anpassen.
Was es bedeutet, eine Kompetenz gemeistert zu haben, hängt vom Fachgebiet und den Kriterien des Lehrers ab. Im abstrakten Lernen, wie z. B. Algebra, muss der Lerner möglicherweise nur nachweisen, dass er mit einer gewissen Zuverlässigkeit eine geeignete Formel identifizieren kann; in einem Fachgebiet, das die Sicherheit beeinflussen könnte, wie z. B. ein Fahrzeug bedienen, kann ein Lehrender eine gründlichere Demonstration der Beherrschung verlangen.

## Nutzung
Die Western Governors University verwendet seit ihrer Gründung im Jahr 1996 ein kompetenzbasiertes Bildungsmodell. Die ETH Zürich hat ein Kompetenzraster, welches überfachliche Kompetenzen definiert.